# 9e millennium v.Chr.
Het negende millennium v.Chr. loopt vanaf 9000 tot 8001 v.Chr. Dit komt overeen met 10.950 tot 9.951 BP. 

## Azië
- Ontstaan van de landbouw in de Vruchtbare Sikkel (maar ook op andere plaatsen in de wereld). De eerste landbouwculturen van Zuid-Azië in Beloetsjistan, ten westen van de Indusvallei, stond in contact met Zuidwest-Azië.
- Daterend uit 8500-8000 v.Chr. vindt men duidelijke sporen van het verbouwen van granen in Jericho, Tell Aswad en Mureybat (Syrië).
- Het schaap wordt een huisdier in Zuidwest-Azië, maar het zou tot het begin van de 30e eeuw v.Chr. duren voor woldragende rassen ontstonden.
- In Zuid-China wordt aardewerk vervaardigd.
- De Xianrendonggrotten van Midden-China worden permanent bewoond tot ca 5500 v.Chr.. Men leeft voornamelijk van jacht en verzamelen.

## Afrika
- Begin van het Holoceen subpluviaal. Rond 8500 v.Chr. zijn er menselijke nederzettingen, verspreid over het hele Saharagebied, eerst als tijdelijke jagerskampen maar al snel als permanente nederzettingen, vooral rond de meren en rivieren in het midden van het gebied, waar mensen van visserij en de jacht op krokodil en nijlpaard leven.

## Europa
- Volgens de vroege datering begint rond 9000 v.Chr. de Komsacultuur in Finnmark.
- Vanaf 8300 v.Chr. begint het klimaat snel op te warmen en berk, den en hazelaar beginnen zich over heel Europa te verspreiden. Rendier en paard worden verdrongen door oeros, wild zwijn, ree en eland. Dit is het begin van het mesolithicum.
- 8300 v.Chr. Fosna-Hensbackacultuur in Scandinavië

<<< · 10e · 9e · 8e · 7e · 6e · 5e · 4e · 3e · 2e · 1e · "0" · 1e · 2e · 3e · 4e